# Libertad Melchor Ocampo
Libertad Melchor Ocampo är en ort i Mexiko.   Den ligger i kommunen Villaflores och delstaten Chiapas, i den sydöstra delen av landet, 700 km sydost om huvudstaden Mexico City. Libertad Melchor Ocampo ligger 653 meter över havet och antalet invånare är 1 324.
Terrängen runt Libertad Melchor Ocampo är huvudsakligen kuperad, men åt nordost är den platt. Runt Libertad Melchor Ocampo är det ganska glesbefolkat, med 47 invånare per kvadratkilometer. Omgivningarna runt Libertad Melchor Ocampo är en mosaik av jordbruksmark och naturlig växtlighet.